# Wahlenheim
Wahlenheim (en alsacià Wàhle) és un municipi francès, situat a la regió del Gran Est, al departament del Baix Rin. L'any 1999 tenia 365 habitants.
Forma part del cantó de Haguenau, del districte de Haguenau-Wissembourg i de la Comunitat d'aglomeració de Haguenau.

## Demografia
| 1962 | 1968 | 1975 | 1982 | 1990 | 1999 |
| ---- | ---- | ---- | ---- | ---- | ---- |
| 235  | 231  | 245  | 340  | 368  | 365  |

## Administració
| Període   | Identitat     | Partit | Qualitat |  |
| --------- | ------------- | ------ | -------- |  |
| 1977-1995 | Marcel Eckart |        |          |  |
| 1995-2001 | René Adam     |        |          |  |
| 2001-     | Paul Adam     |        |          |  |